# Editio princeps
Editio princeps (latinsky první vydání) je termín označující první tištěné vydání díla, které předtím kolovalo pouze v rukopisech (před vynálezem knihtisku). Stránkování tohoto vydání se zejména u filosofických spisů často uvádí i v dalších vydáních a překladech (na okraji stránky), což umožňuje odkazovat na určité místo v textu nezávisle na vydání. Pro první vydání moderních děl (po vynálezu knihtisku) se někdy užívá termín editio originalis (doslova původní vydání).